# Caeciliidae
I cecilidi (Caeciliidae Rafinesque, 1814) sono una famiglia di anfibi apodi (o gimnofioni), diffusi in America centrale e meridionale. Come nel caso degli altri apodi, la loro forma ricorda quella di vermi o serpenti.

## Descrizione
I cecilidi hanno un certo numero di caratteristiche comuni che li distinguono dagli altri apodi. In particolare, il loro cranio è composto da relativamente poche ossa, e quelle presenti sono fuse per formare una solida placca che li aiuta negli spostamenti sotterranei. La bocca è situata sotto il muso, e non possiedono coda.

## Biologia
Molti cecilidi depositano le loro uova nel suolo umido. Dalle uova nascono quindi larve acquatiche, che vivono in infiltrazioni nel terreno, o in piccoli corsi d'acqua. Comunque, alcune specie non attraversano uno stato larvale, e dalle uova nasce una prole identica all'adulto; in altri casi, essi non depongono uova, ma si riproducono in maniera ovovivipara.

## Tassonomia
Comprende i seguenti generi e specie:
- Genere Caecilia - Apodi comuni (Cecilie)
  - Caecilia abitaguae
  - Caecilia albiventris
  - Caecilia antioquiaensis
  - Caecilia armata
  - Caecilia attenuata
  - Caecilia bokermanni
  - Caecilia caribea
  - Caecilia corpulenta
  - Caecilia crassisquama
  - Caecilia degenerata
  - Caecilia disossea
  - Caecilia dunni
  - Caecilia flavopunctata
  - Caecilia gracilis
  - Caecilia guntheri
  - Caecilia inca
  - Caecilia isthmica
  - Caecilia leucocephala
  - Caecilia marcusi
  - Caecilia mertensi
  - Caecilia museugoeldi
  - Caecilia nigricans
  - Caecilia occidentalis
  - Caecilia orientalis
  - Caecilia pachynema
  - Caecilia perdita
  - Caecilia pressula
  - Caecilia pulchraserrana
  - Caecilia subdermalis
  - Caecilia subnigricans
  - Caecilia subterminalis
  - Caecilia tentaculata
  - Caecilia tenuissima
  - Caecilia thompsoni
  - Caecilia volcani
- Genere Oscaecilia - Apodi del Sud America
  - Oscaecilia bassleri
  - Oscaecilia elongata
  - Oscaecilia equatorialis
  - Oscaecilia hypereumeces
  - Oscaecilia koepckeorum
  - Oscaecilia ochrocephala
  - Oscaecilia osae
  - Oscaecilia polyzona
  - Oscaecilia zweifeli